# Mafanja
Mafanja (ou Dieka Mafanja, Dieka Njanga, Mafanga) est un village du Cameroun situé dans le département de la Meme et la Région du Sud-Ouest. Il fait partie de la commune de Mbonge.

## Population
On y a dénombré 38 personnes en 1953, puis 120 en 1967, pour la plupart des Bafaw.
Lors du recensement national de 2005, la localité comptait 690 habitants.